# سرن (اسپانیا)
سِرُن (به اسپانیایی: Serón) دهستانی در استان آلمریای اسپانیا است.
در این دهستان ۲٬۴۸۸ نفر زندگی می‌کنند. مساحت این دهستان ۱۶۷ کیلومتر مربع است.